# Nagaur
Nagaur är en stad i nordvästra Indien. Den är administrativ huvudort för distriktet Nagaur i delstaten Rajasthan, och hade cirka 100 000 invånare vid folkräkningen 2011.